# Superconductor de cuprato
Los superconductores de cupratos son una familia de materiales superconductores de alta temperatura formados por capas de óxidos de cobre (CuO2) alternadas con capas de otros óxidos metálicos, que actúan como depósitos de carga. A presión ambiente, los superconductores cupríferos son los superconductores de mayor temperatura conocidos. Sin embargo, aún no se conoce el mecanismo por el que se produce la superconductividad.

## Historia

Cronología de los superconductores. Los cupratos aparecen como diamantes azules, el diboruro de magnesio y otros superconductores BCS como círculos verdes y los superconductores basados en hierro como cuadrados amarillos. Los cupratos son actualmente los superconductores de más alta temperatura, adecuados para alambres e imanes.

Los investigadores de IBM Georg Bednorz y Karl Alex Müller descubrieron en 1986 el primer superconductor cuprífero en el óxido de cobre bario lantano no estequiométrico. La temperatura crítica de este material era de 35 K, muy por encima del récord anterior de 23 K. El descubrimiento provocó un fuerte aumento de la investigación sobre los cupratos, que dio lugar a miles de publicaciones entre 1986 y 2001.Bednorz y Müller recibieron el Premio Nobel de Física en 1987, sólo un año después de su descubrimiento.
A partir de 1986, se identificaron muchos superconductores de cuprato, que pueden clasificarse en tres grupos en un diagrama de fases temperatura crítica frente a contenido de agujeros de oxígeno y contenido de agujeros de cobre:
- lantano bario- (LB-CO), Tc=-240 °C (35 K).
- itrio bario- (YB-CO), Tc=-215 °C (93 K).[4]
- bismuto estroncio calcio- (BiSC-CO), Tc=-180 °C (95 K).
- talio bario calcio- (TBC-CO), Tc=-150 °C (125 K).[5]
- mercurio bario calcio- (HGBC-CO) 1993, con Tc=-140 °C (133 K), actualmente la temperatura crítica más alta del cuprato.[6][7]

## Aplicaciones
Los superconductores ya tienen aplicaciones a gran escala. Por ejemplo, se están utilizando decenas de kilómetros de hilos superconductores BSCCO-2223 a 77 K en los cables de corriente del Gran Colisionador de Hadrones del CERN(pero las principales bobinas de campo utilizan superconductores metálicos de menor temperatura, basados principalmente en niobio-estaño).